# ۷۴ دلو
۷۴ دلو یک ستاره است که در صورت فلکی دلو قرار دارد.